# Dogru proti Francii
Případ Dogru proti Francii je jedním z nejznámějších evropských soudních případů, který se týká náboženské svobody – tedy jednoho ze základních lidských práv. Případ se týká nošení muslimských šátků na státních základních  a středních školách ve Francii, kde je nošení těchto náboženských symbolů zakazováno. Případ Dogru proti Francii rozhodoval Evropský soud pro lidská práva ve Štrasburku (dále také jen jako „ESLP“). Případ je evidován u ESLP pod číslem stížnosti 27058/05, rozhodnutí soudu bylo vydáno dne 13. listopadu 2008 a vyhotovení rozsudku je datováno k 4. prosinci 2008. Originální rozsudek je dostupný v anglickém a ve francouzském jazyce.
Ve věci vystupovala jako poškozená jedenáctiletá muslimská dívka jménem Belgin Dogru, narozená v roce 1987 a trvale žijící ve městě Flers ve Francii. Této dívce bylo v roce 1999 učitelem tělesné výchovy přikázáno, aby odložila během hodin tělocviku svůj šátek, což tato dívka odmítla. Následně byla disciplinární komisí vyloučena ze školy. Dívka se se školou soudila a soudní spor se dostal až k ESLP, který rozhodl v této konkrétní věci tak, že dal za pravdu školnímu zařízení a akceptoval omezení náboženské svobody z důvodu bezpečnosti při hodinách tělocviku.
Tento případ je zmiňován také v četných odborných diskuzích ohledně problematiky náboženské svobody v České republice. a svojí podobností souvisí s případem nošení muslimských šátků na Střední zdravotnické škole v Ruské ulici v Praze, který byl v odvolacím řízení řešen Městským soudem v Praze (rozsudek č. j. 12 Co 130/2017-228).

## Vnitrostátní fáze sporu
Kauza začala roku 1999. Studentka Belgin Dogru byla přijata do prvního ročníku státní střední školy pro akademický rok 1998–1999. Od ledna roku 1999 začala do školy nosit šátek jakožto pokrývku hlavy. V lednu 1999 přišla na hodiny tělesné výchovy a sportu se šátkem na hlavě celkem sedmkrát. Její učitel jí opakovaně vysvětlil, že nošení šátku na hodiny tělesné výchovy je s těmito hodinami neslučitelné a opakovaně ji požádal, aby šátek odložila. Studentka odložení šátku přesto odmítla.
Na schůzi dne 11. února 1999 se školní disciplinární komise rozhodla vyloučit Belgin Dogru ze školy z důvodu porušení školní povinnosti, kterou způsobila tím, že se aktivně nezúčastnila výuky hodin tělesné výchovy a sportu.

### Odvolání rodičů proti vyloučení dcery
Rodiče studentky následně podali odvolání ke školní inspekci v Caen, kterým se bránili proti rozhodnutí školní disciplinární komise. Rozhodnutím ze dne 17. března 1999 potvrdil ředitel školní inpsekce v Caen rozhodnutí školní disciplinární komise na základě čtyř důvodů: 
1. shledal porušení povinnosti snaživosti (assiduité), jak je definováno v § 10 Francouzského školského zákona a v článku 3-5 francouzské vyhlášky o místních školách a školních předpisech);
2. ze strany školy byla uplatněna ustanovení vnitřních předpisů školy, která stanovila, že žáci jsou povinni nosit oblečení, které „splňuje zdravotní a bezpečnostní pravidla“ a absolvovat tělesnou výchovu a sportovní trénink ve sportovním oblečení;
3. interní memorandum školy o bezpečnosti žáků ve školních činnostech stanovilo učitelům pro účely posouzení konkrétních situací prostor pro jejich osobní uvážení;
4. odkázal se na rozhodnutí Conseil d'Etat ze dne 10. března 1995, které stanovilo, že nošení šátku jako znaku náboženské příslušnosti, je neslučitelné s řádným chováním během tělesné výchovy a sportovních tříd.

Studentce bylo ze strany školní inspekce odvolání zamítnuto a potvrzeno vyloučení ze školy. Po vyloučení následně studovala školu pomocí distančního korespondenčního kurzu.

### Řízení před francouzskými soudy
Dne 28. dubna 1999 rodiče studentky podali opravné prostředky ke správnímu soudu v Caen, kde žádali zrušení rozhodnutí ředitele pro vzdělávání.
Dne 5. října 1999 soud žalobu zamítl. Domníval se, že navštěvováním kurzů tělesné výchovy a sportu v oděvu, který jí neumožnil účastnit se příslušných hodin výuky, studentka nedodržela povinnost navštěvovat vyučované hodiny pravidelně.
Rodiče studentky podali proti tomuto rozsudku opravný prostředek, v červenci 2003 odvolací soud v Nantes odvolání zamítl ze stejných důvodů jako nižší soud v Caen a dospěl k závěru, že studentka svým chováním ve škole překročila hranice práva vyjadřování svého náboženského přesvědčení a víry.
Rodiče žalobkyně podali opravný prostředek ke Conseil d'État, který je nejvyšším soudním orgánem, přičemž se opírali zejména o právo dcery na svobodu svědomí a projevu. Dne 29. prosince 2004 Conseil d'État prohlásil kasační opravný prostředek za nepřípustný.

## Související problémy a stanoviska
Od osmdesátých let byl francouzský občanský model konfrontován s integrací muslimů do společnosti, zejména ve školách. V roce 1989 byl zaznamenán první případ „islámských šátků“. Vzhledem k tomu, že neexistovala žádná jasná právní pravidla, na žádost ministra školství Conseil d'Etat ve svém poradním stanovisku ze dne 27. listopadu 1989 uvedl postoj, který by měl být přijat, když žáci projevují své náboženství.
Na základě této zprávy byl ve Francii roku 2004 přijat zákon č. 2004-228, známý jako „Zákon o laïcité na školách“ (někdy nesprávně překládán jako „Zákon o sekularismu na školách“), který upravuje nošení znaků nebo šatů, které projevují náboženskou příslušnost ve státních základních a středních školách.
Ve Francii je tak tímto zákonem od r. 2004 určeno, co je projevem náboženské příslušnosti a také lze říci, že tento zákon přímo omezuje náboženskou svobodu garantovanou Evropskou úmluvou o lidských právech. Tato svoboda je omezena mj. v prostorech státních základních a středních škol.
Ve věci Dogru vs. Francie byl posuzován i samotný školní řád střední školy Jeana Monneta ve Flers. Znění školního řádu platné v rozhodné době poskytovalo ustanovení, že „všichni žáci musí navštěvovat hodiny tělocviku ve sportovním oblečení“.

## Řízení před Evropským soudem pro lidská práva
Proces začal 22. července 2005 podáním stížnosti. Stěžovatelka Belgin Dogru si stěžovala na stát Francii, který, dle jejího názoru, porušil její právo na náboženskou svobodu a její právo na vzdělání zaručené článkem 9 Evropské úmluvy o ochraně lidských práv (dále jen „Úmluva“) a článkem 2 protokolu č. 1 Úmluvy.
Soudní tribunál zasedal ve složení: Peer Lorenzen – předseda, Jean-Paul Costa, Karel Jungwiert, Volodymyr Butkevych, Renate Jaeger, Mark Villiger, Isabelle Berro-Lefèvre – soudci.

### Stanoviska účastníků řízení
Vláda v soudním řízení uznala, že omezení uložená žalobkyni, pokud jde o nošení islámské šátku ve škole, představuje zásah do výkonu jejího práva na projev náboženství. Domnívala se však, že jako v obdobném případě Leyly Sahin proti Turecku požadavky legality, legitimity a proporcionality stanovené v čl. 9 odst. 2 Úmluvy byly uspokojeny. Vláda nejprve poukázala na to, že dotčené opatření mělo právní základ ve francouzském právu. Poznamenala, že události nastaly v lednu 1999, tedy deset let poté, co Conseil d'Etat vydal své stanovisko ze dne 27. listopadu 1989, které poskytlo právní rámec týkající se nošení šátků ve státních školách a bylo předmětem analýzy právními komentátory a širokého komentáře v  médiích a vydávání oběžníků ministerstvem školství. Vláda dodala, že ustálená judikatura správních soudů potvrdila a upřesnila takto definovaná pravidla.
Vláda tvrdila, že dotčené opatření sledovalo legitimní cíl, totiž ochranu veřejného pořádku a práv a svobod jiných, v projednávaném případě povinnost žáků dodržovat povinnost nosit oblečení přizpůsobené a slučitelné s řádným vedením tříd jak z bezpečnostních důvodů, tak z důvodů veřejného zdraví. Dle vlády byl zásah rovněž nezbytný v demokratické společnosti. Vláda se v této souvislosti odvolala na případ Leyly Sahin a doporučila, aby bylo v tomto případě přijato toto řešení s ohledem na skutečnost, že dotyčné opatření bylo založeno především na ústavních principech sekularismu a rovnost pohlaví. V této souvislosti uvedla, že francouzská koncepce sekularismu respektuje zásady a hodnoty chráněné Úmluvou. To umožnilo mírové soužití lidí patřících k různým náboženstvím, při zachování neutrality veřejného prostoru. V souladu s tím náboženství požívala v zásadě ochranu, protože nebylo možné omezit náboženskou praxi jinak, než způsobem stanoveným v právních předpisech platných pro všechny v souladu se zásadou respektu k sekularismu a neutralitě státu. Vláda dodala, že respekt k náboženské svobodě neznamená, že projevy náboženské víry nemohou být předmětem omezení. Vláda dále zdůraznila, že v projednávaném případě uplatňování práva na projev svého náboženství disciplinární orgán školy nezabránil žákům, aby se oblékali způsobem slučitelným s řádným chováním tříd, a nepožadoval od nich, aby prokázali v každém jednotlivém případě existenci nebezpečí pro žáka nebo jiné uživatele školního zařízení. Tím, že sedmkrát odmítla odložit šátek při hodině tělesné výchovy, žalobkyně úmyslně porušila povinnost vhodně se oblékat pro tyto výukové hodiny. Vláda rovněž uvedla, že návrh žalobkyně nosit jinou pokrývku hlavy (např. čepec nebo kuklu) namísto jejího šátku nebyl sám o sobě důkazem ochoty najít kompromisní řešení nebo zahájit dialog.
Vláda poznamenala, že stejně jako v rozsudku Leyla Sahin pravidla, která žalobkyně odmítla respektovat, byla výsledkem rozsáhlé diskuse v rámci francouzské společnosti a učitelské profese. Kromě toho jejich provádění bylo řízeno příslušnými orgány (prostřednictvím oběžníků a vnitřních předpisů a doprovázeno řadou soudních rozhodnutí v této věci.
Vláda dospěla k závěru, že chování žalobce překročilo hranice práva na náboženský projev v prostorách školy, a že proto byla přijatá opatření přiměřená sledovanému cíli a nezbytná v demokratické společnosti.
Stěžovatelka naopak zpochybnila tvrzení vlády. Konkrétně tvrdila, že dotyčná právní otázka nebyla stanovena zákonem. Byla založena převážně ve formě stanoviska Conseil d'Etat, ministerských oběžnících a soudních výkladech předchozí judikatury, z nichž žádný nebyl ve francouzském právním řádu ustanoven jako zákon nebo předpis, a proto nebyl pro soudy závazný. Stěžovatelka poukázala na to, že osobní svobody, zejména náboženská svoboda, jsou základními svobodami, které mohou být omezeny pouze ustanoveními, která jsou přinejmenším vázány zákonem; a že francouzská vláda, která si je dobře vědoma tohoto nedostatku, považovala za nezbytné přijmout tyto právní předpisy až dne 15. března 2004.
Stěžovatelka tvrdila, že dotčená omezení nesledovala legitimní cíl, který byl nezbytný v demokratické společnosti. Na rozdíl od toho, co tvrdí vláda, že nedodržela svou povinnost snaživosti, byla sama konfrontována s odmítnutím učitele, který jí neumožnil účastnit se výukových hodin tělesné výchovy. Navzdory svému návrhu nosit jinou pokrývku hlavy namísto šátku (čepec nebo kuklu), byla neustále odmítána a nebylo jí povoleno účastnit se výuky tělesné výchovy. Učitel ji odmítl dovolit, aby se zúčastnila této výuky na základě ohrožení její bezpečnosti. Nicméně, když byl učitel požádán na zasedání komise pro výuku žáků o vysvětlení, jak by nošení šátku nebo čepce během jeho tříd ohrozilo bezpečnost dítěte, odmítl odpovědět na tuto otázku. Stěžovatelka dospěla k závěru, že její vyloučení ze školy na základě nošení šátku, představovalo zásah do její náboženské svobody v rozporu s čl. 9 odst. 2 Úmluvy.

### Posouzení přijatelnosti stížnosti
Stížnost byla soudem posouzena jako přijatelná a soud se případem začal zabývat.

### Posouzení oprávněnosti vyloučení ze školy
Soud připomněl, že podle judikatury může být nošení šátku považováno za jednání „motivované nebo inspirované náboženstvím nebo náboženským přesvědčením“ (viz výše uvedený rozsudek Leyla Sahin). Soud se domníval, že v projednávaném případě zákaz užívání šátku při výcviku tělesné výchovy a sportu a vyloučení stěžovatelky ze školy z důvodu jejího odmítnutí odložit šátek představuje „omezení“ jejího práva na svobodu náboženství, což strany sporu nezpochybňovali. Takový zásah je v rozporu s Úmluvou, pokud nesplňuje požadavky článku 9 odstavce 2 Úmluvy. ESLP proto musel posoudit, zda byl zásah stanovený zákonem, zda sledoval jeden nebo více legitimních cílů uvedených v tomto odstavci a zda byl „nezbytné v demokratické společnosti“ k dosažení příslušných cílů.
Co se týče otázky, zda byl daný zásah v souladu se zákonem, tedy zda byl zásah opřen o právní podklad, ESLP zjistil, že ve chvíli vyloučení muslimských žákyň ze školy neexistoval zákon, který by explicitně zakazoval nošení islámského šátku během tělovýchovy. Příslušné orgány se proto odvolaly na ustanovení školského zákona, podle kterých se žáci musí chovat v souladu s pravidly školy. Právě na základě této úpravy nejvyšší správní soud již v roce 1989 rozhodl, že nošení náboženských symbolů je sice povoleno, ale nesmí narušit výuku či ohrozit zdraví žáků.
Škola ve městě Flers v souladu s tímto rozhodnutím přijala interní pravidla výslovně zakazující nošení takových symbolů, které mají diskriminující účinky. Obdobná pravidla stanovily také jiné školy ve Francii a následující soudní praxe vždy potvrdila disciplinární tresty přijaté na základě interních pravidel proti nositelům náboženských symbolů. Na druhé straně někteří ředitelé škol v rámci svého prostoru pro uvážení používali odlišné standardy a žákyně z důvodu nošení islámského šátku ze školy nevylučovali.
Za těchto podmínek ESLP dospěl k závěru, že dotčené zásahy měly dostatečný právní základ ve vnitrostátním právu. Příslušná pravidla byla přístupná, protože se skládala především z řádně zveřejněných ustanovení a  judikatury Conseil d'Etat. ESLP také zdůraznil, že podpisem vnitřních předpisů při zápisu na středoškolskou školu byla žalobkyně informována o obsahu těchto pravidel a zavázala se k jejich dodržování se souhlasem rodičů (viz rozsudek Köse a další v. Turecko, stížnost č. 26625/02). ESLP se tedy domníval, že žalobkyně mohla v přiměřené míře předpokládat, že v rozhodné době by odmítnutí odložení šátku v průběhu tělesné výchovy a sportu mohlo vést k jejímu vyloučení ze školy. Proto může být omezení jejího práva na svobodu náboženského vyznání považováno za „předepsané zákonem“.
Při použití těchto zásad a relevantní judikatury ESLP připomněl, že vnitrostátní orgány odůvodnily zákaz nosit šátky na hlavě v průběhu tříd tělesné výchovy z důvodu dodržování školských pravidel pro zdraví, bezpečnost a obezřetnost, které se vztahují na všechny žáky bez rozdílu. Soudy rovněž poznamenaly, že žalobkyně tím, že odmítla odložit šátek, překročila hranice práva vyjadřovat a projevovat náboženské přesvědčení ve školních prostorách.
Soud také obecněji konstatoval, že cílem tohoto omezení projevu náboženského přesvědčení bylo dodržování požadavků sekularismu ve státních školách, jak je vyložil Conseil d'Etat ve svém stanovisku ze dne 27. listopadu 1989 a jeho následná judikatura a příslušné ministerské oběžníky vydané v této věci.
V projednávaném případě ESLP došel k závěru, k němuž dospěly vnitrostátní orgány, tedy že nošení pokrývky hlavy, jako je islámský šátek, není slučitelné s výukou tělesné výchovy a se sportovními aktivitami z důvodů zdraví nebo bezpečnosti, jeho zákaz není nepřiměřený. Uznal, že uložené sankce vůči žalobkyni byly pouze důsledkem odmítnutí žalobkyně dodržovat pravidla platná pro školní areál – o nichž byla řádně informována – a nikoliv o jejích náboženských přesvědčení, jak tvrdila.
Co se týče návrhu žalobkyně nahradit šátek jinou pokrývkou hlavy, kromě skutečnosti, že pro ESLP bylo obtížné posoudit, zda by nošení čepce bylo slučitelné se sportovními aktivitami, otázka, zda žák vyjádřil ochotu ke kompromisu, jak tvrdil, nebo zda naopak překročil hranice práva vyjadřovat a projevovat své náboženské přesvědčení v prostorách školy, jak tvrdila vláda, spadal výhradně do rozhodovacích pravomocí státu.
ESLP měl za to, že s ohledem na výše uvedené skutečnosti není sankce vyloučení ze školy nepřiměřená a konstatatoval, že žalobkyně byla schopná pokračovat ve svém vzdělávání formou korespondenčních kurzů.
V důsledku toho s ohledem na okolnosti věcí a s ohledem na prostor pro uvážení, který by měl být v této oblasti ponechán na straně států, ESLP dospěl k závěru, že státní zásah byl odůvodněný a přiměřený sledovanému cíli.
Soud jednomyslně rozhodl takto:
1. prohlásil stížnost za přijatelnou;
2. rozhodl, že nedošlo k porušení článku 9 úmluvy;
3. rozhodl, že není třeba zkoumat stížnost na základě článku 2 protokolu č. 1.[12]

Soud rozhodl ve prospěch státu Francie a žalobu zamítl.

### Specifika francouzského modelu vztahu státu a náboženství
V rozsudku Dogru vs. Francie je poukazováno na místní specifické podmínky národních právních norem platných ve Francii. V rozsudku je zmiňován pojem sekularismu ve Francii, kde je uplatňování náboženské svobody na veřejnosti a zejména otázka používání náboženských znaků ve škole přímo spojeno se zásadou sekularismu, na němž byla založena Francouzská republika. Vyplývá to z dlouhé francouzské tradice, pojem sekularismu má svůj původ v Deklaraci práv člověka a občana z roku 1789, jejíž článek 10 stanoví, že „nikomu se nesmí dít újma pro jeho názory, i náboženské, ledaže by jejich projev rušil pořádek stanovený zákonem.“ Také se objevuje v klíčových školských aktech z r. 1882 a 1886, které zaváděly státní základní vzdělání na povinném a světském základě.
Skutečným základním kamenem francouzského sekularismu je však zákon ze dne 9. prosince 1905, známý jako Zákon o oddělení církve a státu, který znamenal konec dlouhého konfliktu mezi republikány, kteří se narodili z francouzské revoluce, a katolíky. Oddíl 1 stanoví: „Republika zajistí svobodu svědomí. Zajišťuje bezplatnou účast na bohoslužbách, s výhradou omezení stanovených dále v zájmu veřejného pořádku.“ Zásada oddělení je potvrzena v § 2 zákona: „Republika nesmí uznat, platit stipendia nebo dotovat jakékoliv náboženské vyznání.“ Z tohoto „sekulárního paktu“ vyplývá řada důsledků jak pro veřejné služby, tak pro uživatele. Zahrnuje uznání náboženského pluralismu a neutralitu státu vůči náboženstvím. Na oplátku za ochranu své náboženské svobody, musí občan respektovat veřejný prostor, který sdílí všichni. Tato zásada byla pak zakotvena v preambuli Ústavy z 27. října 1946, v níž se uvádí: „Národ zaručuje rovný přístup dětí a dospělých k výuce, školení a kultury. Poskytování svobodného, veřejného a světského vzdělávání na všech úrovních je povinností státu.“ Nakonec zásada získala skutečný ústavní status v článku 1 ústavy ze dne 4. října 1958, který stanoví: „Francie je nedělitelná, sekulární, demokratická a sociální republika. Zajišťuje rovnost všech občanů před zákonem bez rozdílu původu, rasy nebo náboženství. Musí respektovat všechny přesvědčení.“

### Kritika rozhodnutí v odborných textech
V odborných textech bylo k tomuto rozsudku vydáno i několik opozičních kritických názorů. Zohledňují zejména to, že v podobných případech by mělo být každé omezení osobní svobody podrobeno tzv. testu proporcionality. Existuje totiž velké množství variací muslimských šátků. Jednou z takových úprav je i sportovní provedení hijabu, které bylo možné spatřit  například na některých sportovkyních při olympijských hrách. Z důvodu, že se nejedná o volný šátek, ale spíše elastickou kuklu, se riziko úrazu při sportovnívh aktivitách výrazně zmenšuje. V případě Dogru proti Francii by potom hlavní argument (bezpečnost při výuce tělesné výchovy) v takovém testu proporcionality zřejmě neobstál. Sportovní provedení hijabu by bylo možné nosit i na hodinách tělocviku.